# Al Horford
Alfred Joel Horford Reynoso (Puerto Plata, República Dominicana, 3 de junio de 1986), más conocido como Al Horford, es un baloncestista dominicano que pertenece a la plantilla de los Boston Celtics de la NBA. Con 2,06 metros de estatura, juega en las posiciones de ala-pívot y pívot. También juega para la selección de la República Dominicana en las competiciones internacionales.
Es hijo del exjugador de baloncesto dominicano Tito Horford y de la periodista Arelis Reynoso. Al se convirtió en el sexto jugador dominicano en jugar en la NBA, el primero en participar en un All-Star Game de la NBA, el primero en ser elegido en un Mejor Quinteto de la NBA, concretamente en el tercero en 2011 y por último el primero en ser Campeón de la NBA, en 2024.

## Trayectoria deportiva

### Universidad

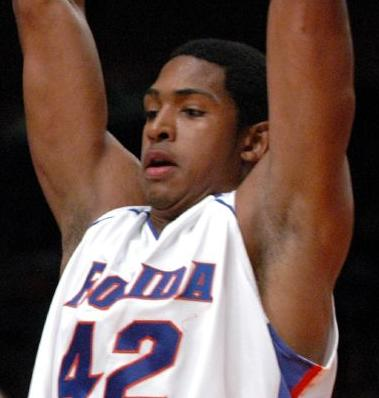
Horford con la universidad de Florida en 2007.

Horford aceptó una beca deportiva para asistir a la Universidad de Florida en Gainesville, Florida, donde jugó para el equipo de baloncesto masculino llamado Florida Gators, del entrenador Billy Donovan, desde 2004 hasta 2007. Fue miembro de la clase de reclutamiento de 2004 de los Gators, junto con otros debutantes como Joakim Noah, Taurean Green y Corey Brewer. Horford hizo un impacto inmediato como Gator, comenzando en el centro de la parte delantera de la pista con David Lee. Ayudó a los Gators a ganar el campeonato de la Southeastern Conference de 2005.
Horford comenzó su segunda temporada sin muchas expectativas. Muchas personas no creían que los Gators tendrían muy buena temporada en 2005-06, perdiendo a tres titulares del equipo del año anterior. Los Gators, con la ayuda de Horford, surgió a través de la temporada, ganando el Campeonato de la SEC. Entraron en el Torneo de la NCAA de 2006 como cabeza de serie número 3. Horford mostró gran liderazgo ayudando a los Gators a avanzar por las primeras cuatro rondas para llegar a la Final Four. Los Gators vencieron el cuento de la Cenicienta del torneo, George Mason, para llegar a la final. Luego derrotar a UCLA en el campeonato, donde Horford tuvo 14 puntos y 7 rebotes.
Horford y los Gators comenzaron la temporada 2006-07 con el objetivo de repetir como campeones nacionales. En diciembre de 2006, Horford se perdió una serie de juegos debido a una lesión. El entrenador Donovan lo mantuvo fuera de un partido contra la Universidad de Stetson, con la esperanza de que sería sanado adecuadamente para un 23 de diciembre enfrentamiento en Gainesville contra los terceros clasificados Buckeyes de Ohio State. Un día antes del partido, Donovan anunció que Horford no podría jugar. Sin embargo, Horford entró en juego desde el banquillo a la guardia de Greg Oden jugador del estado de Ohio, un muy mencionado 7'0 "(2.13 m) de primer año. Horford trató de contener a Oden, sujetándolo a solo siete puntos (muy por debajo del promedio de temporada de Oden poco más de 15). Horford se anotó once puntos, sumando once rebotes en acción limitada. Los Gators vencieron a los Buckeyes en lo que hoy es considerado no solo como un gran juego, pero también uno de los juegos más jugados de la Florida en el Centro de O'Connell.
En el último partido en casa de la temporada, el 4 de marzo de 2007, contra Kentucky, Horford se convirtió en el cuarto de su equipo en anotar 1.000 puntos en su carrera, en un tiro libre en el segundo tiempo. Tenía 14 puntos durante el juego para alcanzar el hito, y marcó el número exacto es necesario.
El 2 de abril de 2007, Horford y el resto de los Gators se convirtieron en el primer equipo en repetir como campeones nacionales desde los 1991 a 1992 Duke Blue Devils, y el primero en hacerlo con la misma alineación titular. Luego, en mayo de 2007, Horford, Taurean Green, Joakim Noah, y Corey Brewer todos anunciaron que salir temprano para la NBA.
De acuerdo con una entrevista en Roma se quema con Jim Roma el 18 de marzo de 2009, Horford dijo que terminó sus estudios en la Florida en el verano después de su primer año en la NBA.

#### Estadísticas
| Año     | Equipo  | PJ  | PT  | MPP  | %TC  | %3P  | %TL  | RPP | APP | ROB | TPP | PPP  |
| ------- | ------- | --- | --- | ---- | ---- | ---- | ---- | --- | --- | --- | --- | ---- |
| 2004–05 | Florida | 32  | 25  | 22.8 | .480 | —    | .582 | 6.5 | .9  | .8  | 1.6 | 5.6  |
| 2005–06 | Florida | 39  | 39  | 25.9 | .608 | .000 | .611 | 7.6 | 2.0 | 1.0 | 1.7 | 11.3 |
| 2006–07 | Florida | 38  | 36  | 27.8 | .608 | .000 | .644 | 9.5 | 2.2 | .7  | 1.8 | 13.2 |
| Total   | Total   | 109 | 100 | 25.7 | .586 | .000 | .619 | 7.9 | 1.7 | .9  | 1.7 | 10.3 |

### Profesional

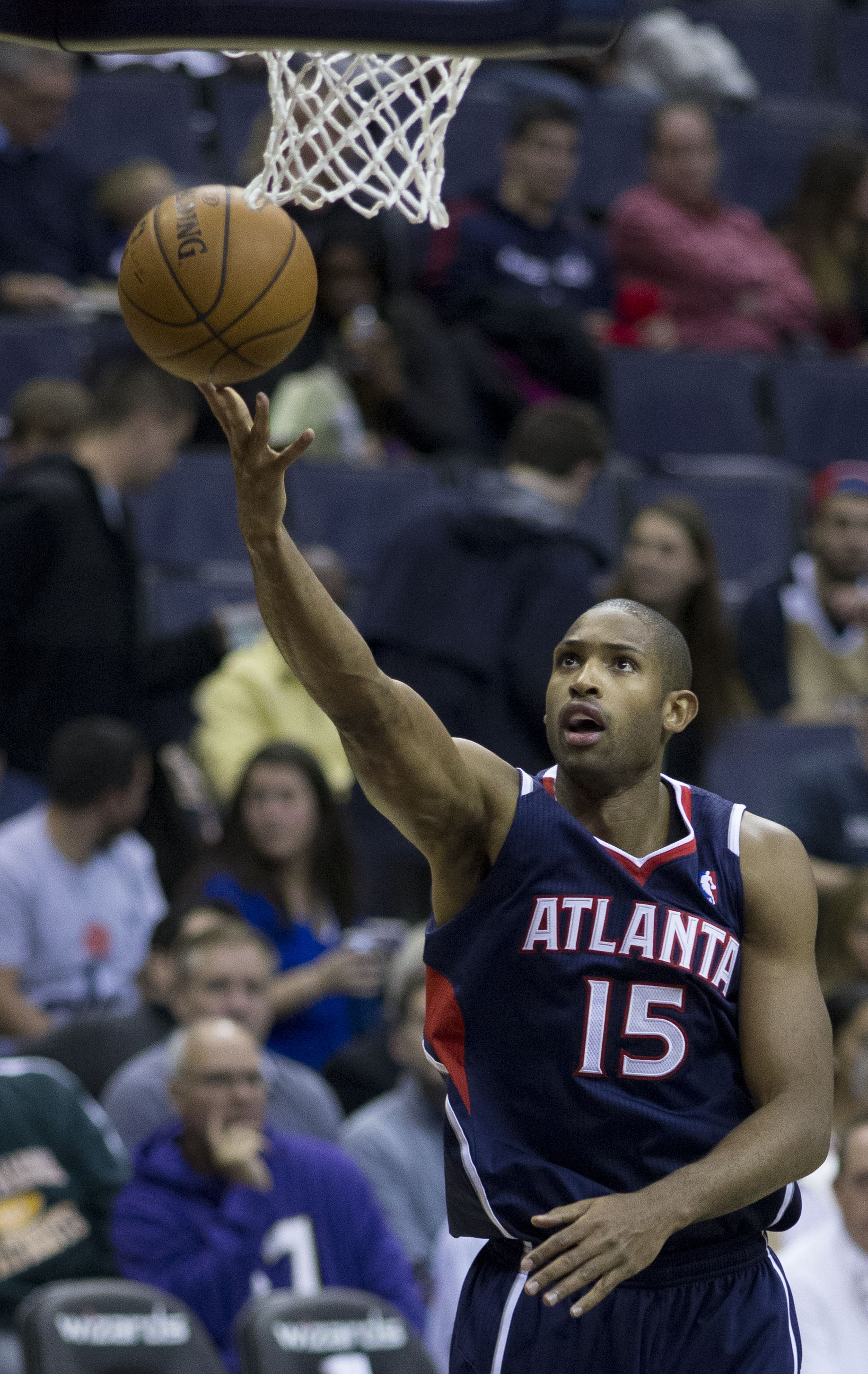
Horford con los Hawks en 2013.

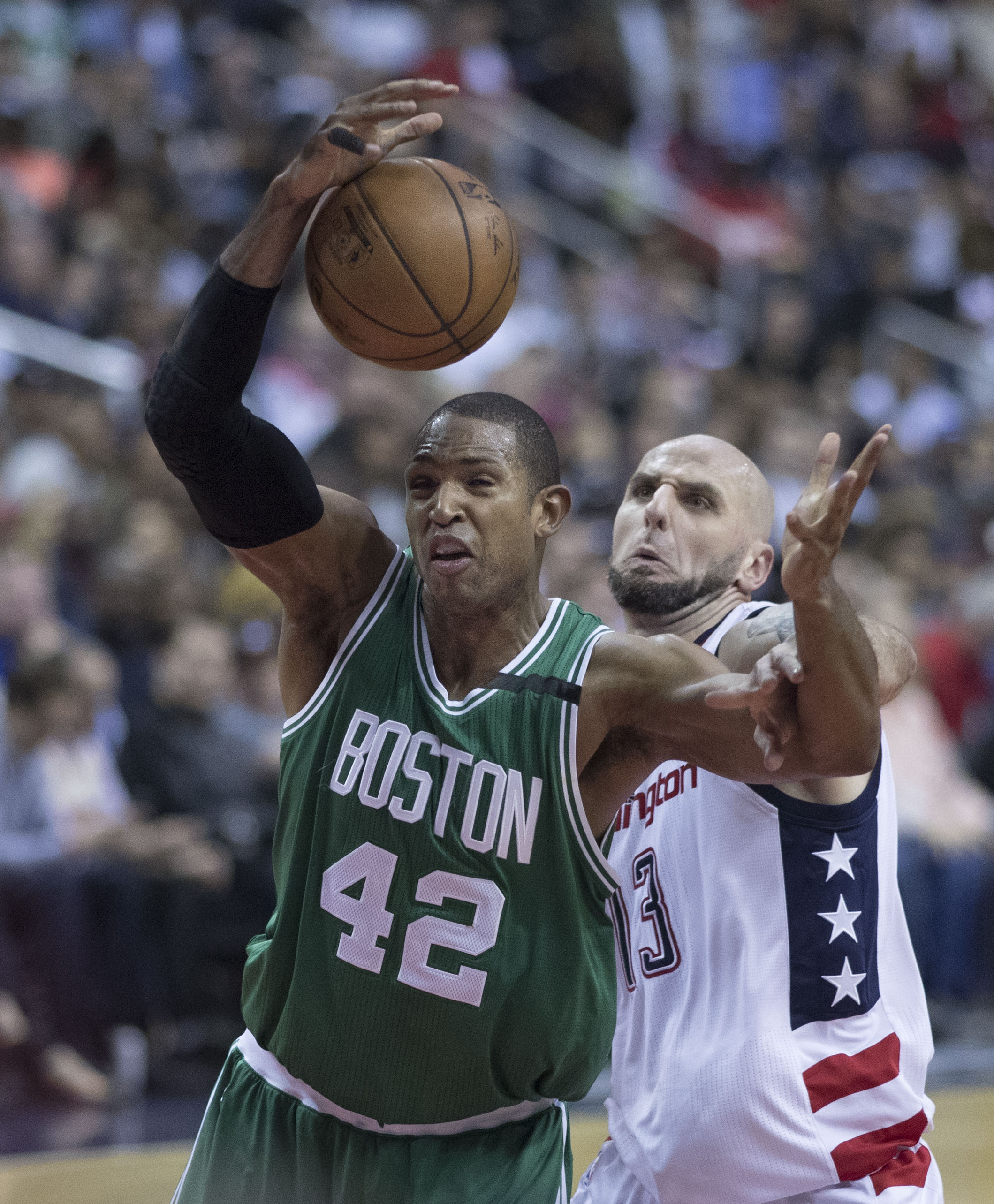
Horford con los Boston Celtics en 2017.

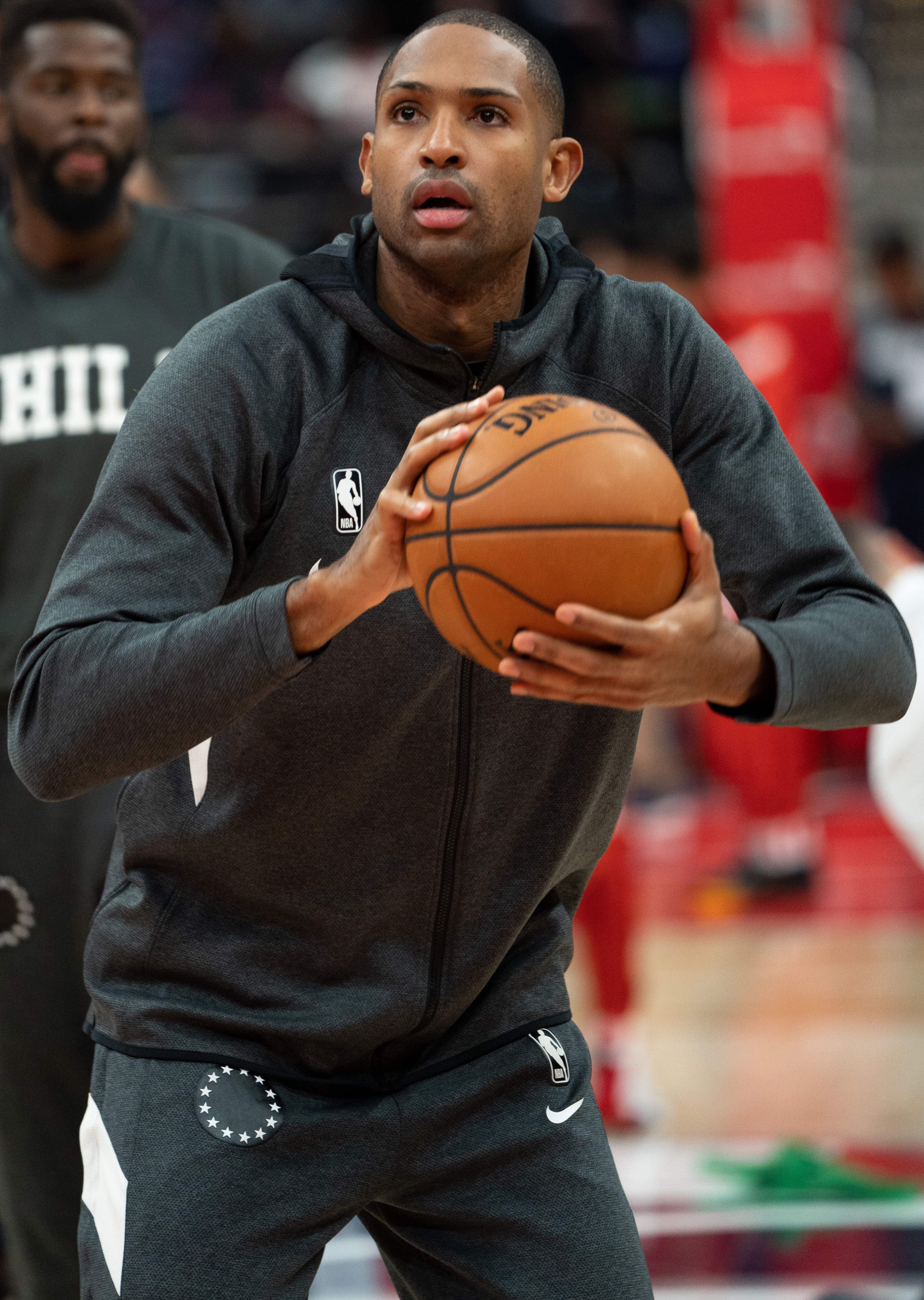
Horford con los Sixers en 2019.

Horford fue reconocido rápidamente por muchos fanes como uno de los 5 mejores en el draft. El 28 de junio de 2007, fue elegido en la tercera posición por los Atlanta Hawks en el Draft de la NBA de 2007 detrás de Greg Oden y Kevin Durant. Horford se consideró un buen jugador novato debido a su combinación única de habilidades tales como la capacidad de lanzar, pasar, rebotar y defender varias posiciones. Horford tuvo un gran impacto sobre los Hawks en su año de novato, a partir 77 de 82 partidos y promediando 10,1 puntos y 9,7 rebotes. Durante su primera temporada 2007-2008, Horford fue honrado como el Novato del Mes en cuatro ocasiones: noviembre, febrero, marzo y abril. Por su gran temporada de novato, Horford fue elegido para el Mejor quinteto de rookies de la NBA. Los esfuerzos de Horford ayudó a los Hawks a ganar la octava posición en la Conferencia Este. Los Hawks llegaron a los playoffs en contra de la #1 posición Boston Celtics, Los Hawks le dieron un reto, llevándolos a 7 juegos. En la serie Horford promedió 12.6 puntos, 10.4 rebotes y 3.6 asistencias.
Horford parecía mejorar en su primera temporada. El 16 de febrero de 2008, Horford jugó en el partido NBA All-Star Rookie Challenge. Tuvo 19 puntos y 7 rebotes pero los novatos fueron derrotados por los jugadores de segundo año.
Horford mejoró en su segundo año, promediando 11.5 puntos, 9.3 rebotes, 2.4 asistencias y 1.4 tapones. Los Hawks también mejoraron, convirtiéndose en la cuarta posición en la Conferencia Este, y vencieron a los Miami Heat en 7 partidos antes de ser barridos por los Cleveland Cavaliers en la siguiente ronda. Al llegar a su tercera temporada de los Hawks hicieron algunas mejoras al equipo, y añadiendo al escolta Jamal Crawford. Horford ha mejorado una vez más en su año previo, promediando 14.2 puntos, 9.9 rebotes, 1.1 bloqueos y 2.4 asistencias. Horford participó en su primer All Star su estadísticas fueron 8 puntos y 4 rebotes. Los Hawks, una vez más calificados para los playoffs, esta vez como la tercera posición. Los Hawks fueron barridos por Dwight Howard y los Orlando Magic en la segunda ronda. Horford ha mejorado una vez más en su cuarta temporada en la NBA, promediando 15,3 puntos, 9,3 rebotes, 3,5 asistencias y 1,3 tapones. Horford fue seleccionado para el Juego de las Estrellas como reserva, y también fue elegido para el Tercer Equipo Ideal de la NBA.
El 11 de enero de 2012, Horford sufrió una lesión en el hombro izquierdo que parecía ser suaves. Sin embargo, los resultados mostraron más tarde que se había desgarrado el músculo pectoral. Se perdió el resto de la temporada regular, no volvió a jugar un partido hasta el Juego 4 de la serie de playoffs de primera ronda de Atlanta ante los Boston Celtics.
Desde el traspaso de Joe Johnson, Horford lideró el equipo de los Atlantas Hawks con un promedio de 17.4 puntos, 10.2 rebotes, 3.2 asistencias y 1.2 tapones por partidos. El dominicano obtuvo 43 dobles-dobles lo máximo en una temporada para Horford quedando sexto en dobles-dobles en la NBA. El 27 de febrero de 2013, Horford obtuvo el récord personal de 34 puntos en un partido, incluyedno 15 rebotes y 5 tapones contra los Utah Jazz. Horford llevó a los Hawks a la sexta posición de la Conferencia Este clasificando para los Playoffs del 2013 contras los Indiana Pacers. Horford y los Hawks no pudieron eliminar a Indiana Pacers en la primera ronda de los Playoffs del 2013, Pero aun así el dominicano promedio 16.7 puntos, 8.8 rebotes, 3.0 asistencias y 1.0 robos por partidos en los Playoffs del 2013.
Para la temporada 2013-14, Horford ayudó a liderar a los Hawks durante los dos primeros meses con un récord de 16-13 ocupando el tercer lugar en la conferencia. El dominicano promedio 18.6 puntos, 8.4 rebotes, 2.6 asistencias y 1.5 tapones por partidos. El 26 de diciembre de 2013, Horford sufrió una lesión muscular en el pectoral derecho dejándolo fuera por el resto de la temporada, perdiéndose sus primeros playoffs en su carrera.
El 13 de enero de 2015 contra los Philadelphia 76ers, Horford registró el primer triple-doble de su carrera en la NBA, en tan solo 29 minutos, con 21 puntos, 10 rebotes y 10 asistencias en la victoria por 105-87 ante Atlanta Hawks. Tras el partido, la leyenda de los Hawks Dominique Wilkins felicito a Horford diciendo: Felicidades por tu primero, hermano.
Al término de la temporada 2015-16 se convirtió en agente libre. Los Hawks eran optimistas para renovarle, pero el fichaje de Dwight Howard hizo que el límite salarial se viera tan ajustado que no pudieron ofrecerle una buena renovación, así que finalmente fichó por los Boston Celtics.
Tras tres temporadas en Boston, el 1 de julio de 2019, firma un contrato de $108 millones por 4 años con los Philadelphia 76ers.
Al año siguiente, el 18 de noviembre de 2020, es traspasado a Oklahoma City Thunder a cambio de Danny Green y Terrance Ferguson. A finales de marzo de 2021, tras 28 encuentros disputados con los Thunder, le comunican que será apartado de los partidos que restan hasta final de temporada. Horford, seguirá entrenando en las instalaciones del club junto a sus compañeros pero no participará en ninguno de los 28 encuentros que le quedan por delante.
Tras una temporada en Oklahoma, el 18 de junio de 2021, es traspasado junto a Moses Brown a Boston Celtics, a cambio de Kemba Walker. Ya en postemporada, fue una de las piezas determinantes para alcanzar las Finales de la NBA con los Celtics, y rompiendo la racha del jugador con más encuentros de playoffs (144 partidos en 14 temporadas) sin llegar a unas finales. En el primer encuentro de las Finales ante Golden State Warriors anotó 26 puntos (incluyendo 6 triples), y siendo el máximo anotador de su equipo.
En diciembre de 2022 acuerda una extensión de contrato con los Celtics por dos años y $20 millones.
En su decimoséptima temporada, el 17 de junio de 2024 y con 38 años, se convierte en campeón de la NBA tras la victoria de Boston en las Finales a Dallas Mavericks (4-1), siendo el primer dominicano en conseguir un anillo NBA.

### Selección nacional
Horford debutó con la selección nacional de República Dominicana en Centrobasket de 2008, Cancún, México, donde tuvo una destacada participación promediando 14,4 puntos, 9,8 rebotes, 2,2 asistencias y 1,4 tapones por partido. En esa ocasión el seleccionado de Quisqueya quedó tercero en la competencia.
Volvió a vestir en la casaca nacional en el campeonato continental FIBA Américas 2009 en San Juan, Puerto Rico, donde promedio 14 puntos, 10,3 rebotes y 2,8 asistencia por partido. En esa ocasión República Dominicana quedó quinto en la tabla de posiciones.
Horford nuevamente es convocado para representar a Quisqueya en el preolímpico Mar del Plata, Argentina en verano de 2011, tras la meta de conseguir por primera vez en la historia una plaza para los juegos olímpicos Londres 2012. Consiguieron la medalla de bronce en este torneo pero no fue suficiente ya que solo había dos cupos disponibles de clasificación directa a las olimpiadas y lo obtuvieron Brasil y Argentina. Horford en este torneo se volvió a consolidar como la principal arma ofensiva del conjunto promediando 19,0 puntos, 9,2 rebotes y 3,1 asistencias por partido.
Ya en el 2012 representa a la República Dominicana en el torneo Centrobasket en Puerto Rico, donde logran la medalla de oro en la final frente a los locales boricuas y nuevamente el dos veces seleccionado al juego de estrella de la NBA tuvo las estadísticas más sobresalientes del equipo, promediando unos 17,2 puntos, 10,0 rebotes y 3,2 asistencias por encuentro. Esta fue la tercera medalla de oro para República Dominicana en competiciones de centrobasket y la primera obtenida en Puerto Rico.

## Estadísticas de su carrera en la NBA
|  | Denota temporadas en las que fue Campeón de la NBA |

### Temporada regular
| Año      | Equipo        | PJ   | PT   | MPP  | %TC  | %3P   | %TL   | RPP  | APP | ROB | TPP | PPP  |
| -------- | ------------- | ---- | ---- | ---- | ---- | ----- | ----- | ---- | --- | --- | --- | ---- |
| 2007-08  | Atlanta       | 81   | 77   | 31.4 | .499 | .000  | .731  | 9.7  | 1.5 | .7  | .9  | 10.1 |
| 2008-09  | Atlanta       | 67   | 67   | 33.5 | .525 | .000  | .727  | 9.3  | 2.4 | .8  | 1.4 | 11.5 |
| 2009-10  | Atlanta       | 81   | 81   | 35.1 | .551 | 1.000 | .789  | 9.9  | 2.3 | .7  | 1.1 | 14.2 |
| 2010-11  | Atlanta       | 77   | 77   | 35.1 | .557 | .500  | .798  | 9.3  | 3.5 | .8  | 1.0 | 15.3 |
| 2011-12  | Atlanta       | 11   | 11   | 31.6 | .553 | .000  | .733  | 7.0  | 2.2 | .9  | 1.3 | 12.4 |
| 2012-13  | Atlanta       | 74   | 74   | 37.2 | .543 | .500  | .644  | 10.2 | 3.2 | 1.1 | 1.1 | 17.4 |
| 2013-14  | Atlanta       | 29   | 29   | 33.1 | .567 | .364  | .682  | 8.4  | 2.6 | .9  | 1.5 | 18.6 |
| 2014-15  | Atlanta       | 76   | 76   | 30.5 | .538 | .306  | .759  | 7.2  | 3.2 | .9  | 1.3 | 15.2 |
| 2015-16  | Atlanta       | 82   | 82   | 32.1 | .505 | .344  | .798  | 7.3  | 3.2 | .8  | 1.5 | 15.2 |
| 2016-17  | Boston        | 68   | 68   | 32.3 | .473 | .355  | .800  | 6.8  | 5.0 | .8  | 1.3 | 14.0 |
| 2017-18  | Boston        | 72   | 72   | 31.6 | .489 | .429  | .783  | 7.4  | 4.7 | .6  | 1.1 | 12.9 |
| 2018-19  | Boston        | 68   | 68   | 29.0 | .535 | .360  | .821  | 6.7  | 4.2 | .9  | 1.3 | 13.6 |
| 2019-20  | Philadelphia  | 67   | 61   | 30.2 | .450 | .350  | .763  | 6.8  | 4.0 | .8  | .9  | 11.9 |
| 2020-21  | Oklahoma City | 28   | 28   | 27.9 | .450 | .368  | .818  | 6.7  | 3.4 | .9  | .9  | 14.2 |
| 2021-22  | Boston        | 69   | 69   | 29.1 | .467 | .336  | .842  | 7.7  | 3.4 | .7  | 1.3 | 10.2 |
| 2022-23  | Boston        | 63   | 63   | 30.5 | .476 | .446  | .714  | 6.2  | 3.0 | .5  | 1.0 | 9.8  |
| 2023-24  | Boston        | 65   | 33   | 26.8 | .511 | .419  | .867  | 6.4  | 2.6 | .6  | 1.0 | 8.6  |
| Total    | Total         | 1078 | 1036 | 31.8 | .513 | .379  | .760  | 8.0  | 3.2 | .8  | 1.2 | 13.1 |
| All-Star | All-Star      | 5    | 0    | 12.0 | .667 | .200  | 1.000 | 4.4  | 1.6 | .4  | .4  | 6.2  |

### Playoffs
| Año   | Equipo       | PJ  | PT  | MPP  | %TC  | %3P   | %TL  | RPP  | APP | ROB | TPP | PPP  |
| ----- | ------------ | --- | --- | ---- | ---- | ----- | ---- | ---- | --- | --- | --- | ---- |
| 2008  | Atlanta      | 7   | 7   | 39.6 | .472 | .000  | .741 | 10.4 | 3.6 | .4  | 1.0 | 12.6 |
| 2009  | Atlanta      | 9   | 9   | 28.0 | .424 | .000  | .667 | 5.8  | 2.0 | .7  | .7  | 6.9  |
| 2010  | Atlanta      | 11  | 11  | 35.3 | .523 | 1.000 | .839 | 9.0  | 1.8 | .7  | 1.7 | 14.6 |
| 2011  | Atlanta      | 12  | 12  | 39.0 | .423 | .000  | .769 | 9.6  | 3.5 | .4  | 1.0 | 11.3 |
| 2012  | Atlanta      | 3   | 2   | 36.0 | .588 | .000  | .750 | 8.3  | 2.7 | 1.3 | 1.3 | 15.3 |
| 2013  | Atlanta      | 6   | 6   | 36.3 | .494 | .000  | .667 | 8.8  | 3.0 | 1.0 | .8  | 16.7 |
| 2015  | Atlanta      | 16  | 16  | 32.6 | .507 | .222  | .750 | 8.6  | 3.7 | .8  | 1.4 | 14.4 |
| 2016  | Atlanta      | 10  | 10  | 32.7 | .466 | .393  | .938 | 6.5  | 3.0 | 1.2 | 2.4 | 13.4 |
| 2017  | Boston       | 18  | 18  | 33.9 | .584 | .519  | .759 | 6.6  | 5.4 | .8  | .8  | 15.1 |
| 2018  | Boston       | 19  | 19  | 35.7 | .544 | .349  | .827 | 8.3  | 3.3 | 1.0 | 1.2 | 15.7 |
| 2019  | Boston       | 9   | 9   | 34.4 | .418 | .409  | .833 | 9.0  | 4.4 | .4  | .8  | 13.9 |
| 2020  | Philadelphia | 4   | 3   | 32.0 | .480 | .000  | .571 | 7.3  | 2.3 | .3  | 1.3 | 7.0  |
| 2022  | Boston       | 23  | 23  | 35.4 | .523 | .480  | .778 | 9.3  | 3.3 | .8  | 1.3 | 12.0 |
| 2023  | Boston       | 20  | 20  | 30.8 | .386 | .298  | .750 | 7.2  | 3.0 | 1.1 | 1.7 | 6.7  |
| 2024  | Boston       | 19  | 15  | 30.3 | .478 | .368  | .636 | 7.0  | 2.1 | .8  | .8  | 9.2  |
| Total | Total        | 186 | 180 | 33.8 | .493 | .391  | .773 | 8.0  | 3.3 | .8  | 1.2 | 12.2 |

## Vida personal
El padre de Horford, Tito Horford fue jugador profesional de baloncesto que, después de su paso por la universidad, jugó tres temporadas en la NBA y también en Europa. Su madre Arelis Reynoso, y tiene dos hermanas (Anna y Maria), y tres hermanos pequeños (Josh, Jon y Christian). Jon, jugó al baloncesto en la Universidad de Míchigan. Su tío, Kelly Horford, jugó para la Universidad Atlántica de Florida en los 90.
Tras haber crecido en la República Dominicana, y haber estudiado en el Colegio Dominicano de la Salle hasta su adolescencia, es bilingüe en inglés y español. Escribió un blog en español para NBA.com durante un breve periodo de tiempo.
Se casó con Miss Universo 2003, Amelia Vega, el 24 de diciembre de 2011 en Santo Domingo. La familia vive en Boston y tienen cinco hijos. El 23 de febrero de 2015 nació su primer hijo Ean Horford Vega, el 27 de noviembre de 2016 su segunda hija Alía Horford, y más tarde, en julio de 2018 tuvieron su tercera hija llamada Ava Horford Vega. En enero de 2021 tuvieron su cuarta hija, Nova Horford Vega. En diciembre de 2022 nació su quinta hija, Mila.
Horford es patrocinado por la marca deportiva Nike. 
Apareció en un vídeo musical de la canción Never Ever (2009) de Ciara. 
Fue seleccionado para la portada del videojuego NBA Ballers: Chosen One (2008) junto al pívot de los Orlando Magic Dwight Howard.
Al y su esposa asisten a la Iglesia Ministerial.

## Logros y reconocimientos

### Selección
- Medalla de Bronce en Centrobasket de México 2008
- Medalla de Bronce en Campeonato FIBA Américas de Argentina 2011
- Medalla de Oro en Centrobasket de Puerto Rico 2012
- Quinteto ideal en Campeonato FIBA Américas de Argentina 2011

### Club
- Campeón de la NBA: 2024.

### Inidviduales
- 5 veces All-Star de la NBA: 2010, 2011, 2015, 2016 y 2018.
- Campeón del concurso Shooting Stars de la NBA: 2011.
- Elegido en el tercer mejor quinteto de la NBA: 2011.
- Elegido en el segundo mejor quinteto defensivo de la NBA: 2018.
- 3 veces jugador de la semana en la Conferencia Este.
- Ha logrado 244 dobles-dobles en la NBA.[actualizar]
- Ha logrado 2 triple-dobles en la NBA.

### Honores
- El ministerio de la juventud de la República Dominicana galardonó a Horford, con el Premio Nacional de la Juventud (PNJ) 2010, como joven atleta destacado en el extranjero.[22]

### Récords en un partido
| Categoría                 | Récord | Oponente               | Fecha                   |
| ------------------------- | ------ | ---------------------- | ----------------------- |
| Puntos                    | 34     | Utah Jazz              | 27 de febrero de 2013   |
| Puntos                    | 34     | Washington Wizards     | 13 de diciembre de 2013 |
| Tiro de campo encestados  | 15     | Washington Wizards     | 13 de diciembre de 2013 |
| Tiro de campo encestados  | 15     | Chicago Bulls          | 9 de enero de 2016      |
| Tiros de campo intentados | 24     | Washington Wizards     | 4 de febrero de 2015    |
| Triples encestados        | 6      | Cleveland Cavaliers    | 15 de mayo de 2024      |
| Triples intentados        | 13     | Cleveland Cavaliers    | 15 de mayo de 2024      |
| Tiros libres encestados   | 10     | Minnesota Timberwolves | 14 de noviembre de 2010 |
| Tiros libres encestados   | 10     | Boston Celtics         | 25 de enero de 2013     |
| Tiros libres intentados   | 13     | Chicago Bulls          | 11 de noviembre de 2008 |
| Rebotes ofensivos         | 9      | San Antonio Spurs      | 21 de marzo de 2010     |
| Rebotes defensivos        | 17     | Miami Heat             | 27 de febrero de 2009   |
| Rebotes defensivos        | 17     | Indiana Pacers         | 26 de diciembre de 2009 |
| Rebotes                   | 22     | Miami Heat             | 27 de febrero de 2009   |
| Rebotes                   | 22     | Detroit Pistons        | 25 de febrero de 2013   |
| Asistencias               | 10     | Washington Wizards     | 21 de noviembre de 2012 |
| Asistencias               | 10     | Philadelphia 76ers     | 13 de enero de 2015     |
| Robos                     | 5      | Denver Nuggets         | 23 de enero de 2008     |
| Robos                     | 5      | Dallas Mavericks       | 30 de octubre de 2013   |
| Robos                     | 5      | Los Angeles Lakers     | 15 de marzo de 2015     |
| Tapones                   | 7      | Sacramento Kings       | 17 de enero de 2011     |
| Minutos                   | 53     | Seattle SuperSonics    | 16 de noviembre de 2007 |